# Shanghái Greenland Shenhua
El Shanghái Shenhua Football Club (en chino: 上海申花足球俱乐部, pinyin: Shànghǎi shēnhuā zúqiú jùlèbù) llamado también Shanghái Shenhua es un club de fútbol de la ciudad de Shanghái en la República Popular de China. Fue fundado en 1993 como club profesional y juega en la Superliga China. El estadio local es el Estadio de Shanghai, también conocido como el Estadio de 80.000 asientos.
El predecesor de este club fue el Shanghái FC, que jugó predominantemente el nivel superior, en donde ganaron varios títulos de liga y la copa doméstica. El 10 de diciembre de 1993, el club se reorgánizo para convertirse en un club de fútbol profesional por completo. Desde entonces, han ganado el título de liga en una ocasión, la copa de china en cuatro ocasiones y la supercopa de china en otras cuatro ocasiones.
Los colores del club son uniforme totalmente azul con detalles rojos y blancos, que conforman también los colores mayoritarios de su escudo. El término shen hua se traduce literalmente como «la flor de Shanghai» —shen es uno de los nombres alternativos de Shanghái y hua significa «flor» en chino—. Su actual accionista mayoritario es Greenland Group, que asumió oficialmente la operación del club cuando compraron la cuota del 28,5% del anterior accionista mayoritario, Zhu Jun, el 31 de enero de 2014.

## Historia

### Orígenes del club
El predecesor del Shanghái Greenland Shenhua fue el equipo de China Oriental, que se fundó en octubre de 1951 por el gobierno local de organización deportiva para participar en el primer torneo de fútbol de liga de China, en el que terminó segundo en ese año. La liga de fútbol se expandió gradualmente y se les permitió adquirir el nombre de su provincia en 1957, pasando a ser denominados Shanghái FC. En 1961, el Shanghái comenzó a establecerse como un equipo de fútbol más importantes dentro de China cuando ganaron su primer título de liga, seguido por un segundo título de liga en 1962. Sin embargo en 1966, a causa de la Revolución Cultural, el fútbol en China fue detenido. Cuando el fútbol volvió en China, el Shanghái pudo regresar al nivel superior, sin embargo no fue capaz de recuperar la dominación que habían mostrado previamente e, incluso, descendieron en 1980. A pesar de que pudieron ascender rápidamente en la temporada siguiente, pasaron muchos años sin llegar a ganar ningún título hasta que ganaron la Copa de China de fútbol en 1991, que fue su primer trofeo en 29 años.

### Profesionalismo
A lo largo de la década de 1990, la Asociación China de Fútbol exigía una mayor profesionalidad de sus equipos de fútbol y aunque muchos eran semiprofesionales, el Shanghái sería uno de los primeros cuando reunieron el patrocinio de Yu Zhifei y la compañía local Shenhua (Shenhua significa "flor de Shanghái" en chino), por lo que fue fundado como club profesional el 10 de diciembre de 1993. Tras ello, el Shanghái pudo contratar a su primer entrenador profesional Xu Genbao, quien fue el anterior técnico del equipo nacional chino en 1994. El movimiento rápidamente trajo al Shanghái Greenland Shenhua su segundo título de liga profesional de fútbol a finales de la temporada 1995. Cuando Genbao se marchó, el Shanghái intentó introducir varios entrenadores extranjeros para agregar más experiencia al equipo, sin embargo no lograron ningún éxito a pesar de estar cerca en varias ocasiones, a excepción del breve paso de Muricy Ramalho, cuando el club ganó la Copa de 1998. A finales de 2001, el grupo Greenland terminó su patrocinio del club y fueron reemplazados por SVA y el Shanghái Media & Entertainment Group. El club cambió su nombre por el de Shanghái Shenhua SVA SMEG Football Club. El equipo mantuvo sin embargo el nombre "Shenhua", mientras que muchos otros equipos eliminaron el nombre de sus antiguos patrocinadores completamente. En el campo, el club se haría cargo de Shanghái Cable 02, un equipo de fútbol juvenil creado por Xu Genbao a la vez que trajo a un nuevo entrenador, Wu Jingui, quien construyó un nuevo equipo en su mayor parte con muchos jugadores del Shanghái Cable. A pesar de las dificultades en su temporada debut, fue capaz de ganar el título de liga en 2003. Los críticos discuten la legitimidad del título después de que se descubriese en 2011 que el árbitro Lu Jun fuese sobornado por el presidente de los acuerdos de arbitraje del CLS, Zhang Jianqiang, a desviarse hacia Shenhua en un partido vital contra el Shanghái International en un partido que el Shenhua ganó 4-1. Lu Jun y Zhang Jianqiang fueron oficialmente acusados de amaño de partidos, y también se descubrió que, en general, el entrenador del Shenhua,  Lou Shifang también pagó a Zhang Jianqiang la misma cantidad que Lu Jun. A pesar de esta indiscreción, sin embargo, el club se salvó de cualquier acción disciplinaria. La razón proporcionada por el Comité era que ellos castigarían a las personas que pusieron el partido en descrédito y no al club, porque Lou Shifang había dejado el club años antes de que las denuncias se confirmasen.

### Era de Zhu Jun e irrupción internacional

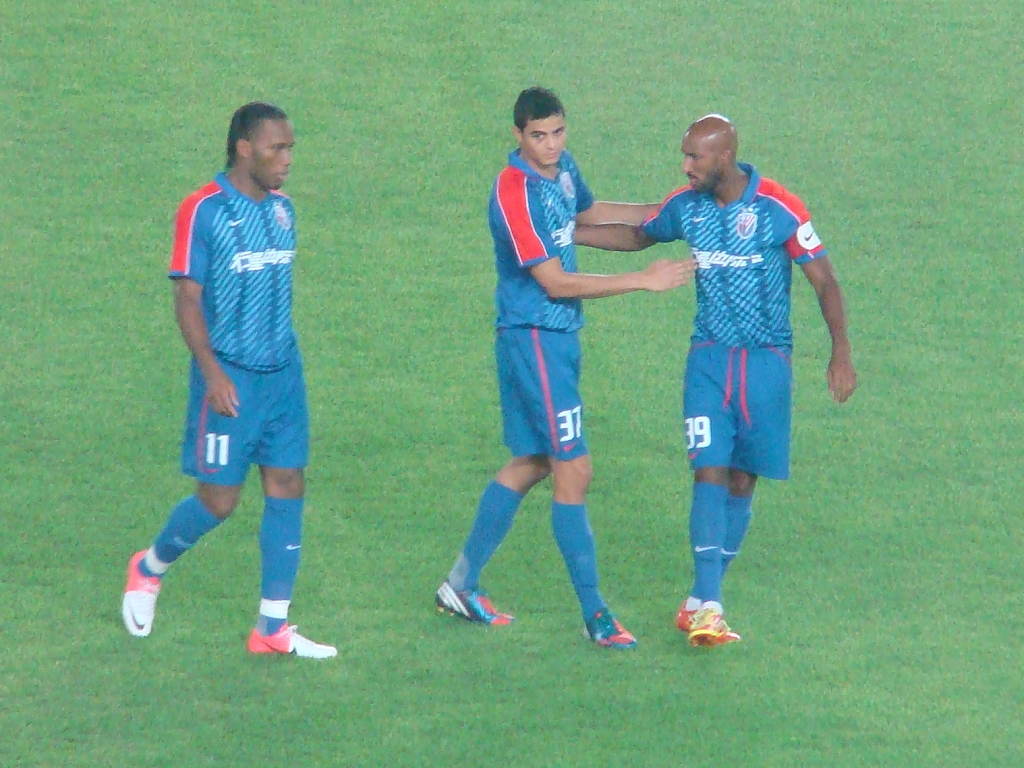
Didier Drogba y Nicolas Anelka jugando con el Shenhua un partido ante el Guangzhou Evergrande en 2012.

En 2007, el propietario del Shanghai United, Zhu Jun y su compañía The9 Limited, compró una participación mayoritaria en el Shanghái Shenhua y fusionó al Shanghai United en el Shanghái Shenhua. Su primer acto fue reemplazar al ya existente y exitoso entrenador Wu Jingui por Osvaldo Giménez, del Shanghai United. La decisión resultó muy perjudicial para el equipo y Wu Jingui fue rápidamente restituido como entrenador tras solo unos pocos meses, pero fue despedido el 9 de septiembre de 2008. Jia Xiuquan se hizo cargo del puesto en el mismo día. En enero de 2009 el Shanghái Greenland Shenhua hizo historia al convertirse en el primer equipo de fútbol chino en contratar a un director ejecutivo y un director técnico extranjero cuando el 1 de enero de 2009, el club contrató al exentrenador Osvaldo Giménez como su director ejecutivo. Un día más tarde, el exdirector técnico del PSV Eindhoven Stan Valckx se unió al Shenhua en la misma posición.
Después de una decepcionante temporada 2011 en la Super Liga China, Zhu Jun fichó el 12 de diciembre de 2011 al delantero del Chelsea, Nicolas Anelka para incorporarse en enero de 2012, mientras que seis días después se anunció que su compatriota Jean Tigana sería el primer entrenador de la temporada 2012. Tigana fue despedido después de una serie de pobres resultados y fue reemplazado por el exentrenador del equipo nacional argentino Sergio Batista para dirigir el equipo. Después de una exitosa temporada jugando para el Chelsea y ganar la Liga de Campeones de la UEFA 2011-12, el Shanghái Greenland Shenhua anunció el fichaje del marfileño Didier Drogba. El Shanghái Greenland Shenhua firmó también al futbolista colombiano Giovanni Moreno del Racing Club en la misma temporada que firmaron a Drogba. A fines del 2012 firma el jugador proveniente del club Boca Juniors, Rolando Schiavi.
En 2017 se confirma el fichaje de Carlos Tévez, procedente del club Boca Juniors.

## Uniforme
- Uniforme local: Camiseta azul, pantalón azul, medias azul.

- Uniforme alternativo: Camiseta blanca, pantalón blanco, medias blancas.

### Evolución
| 2012 | 2013 | 2014 | 2015 | 2016 | 2017 | 2018 | 2019 | 2020 | 2021 |

## Jugadores destacados
El colombiano Giovanni Moreno es el máximo goleador histórico del club con 77 tantos.
| Nacionalidad    | N.º | Jugadores |
| --------------- | --- | --- |
| Alemania        | 2   | Jörg Albertz y Carsten Jancker |
| Argentina       | 5   | Carlos Tévez, Rolando Schiavi, Luis Salmerón, Patricio Toranzo, Hernán Barcos |
| Australia       | 1   | Tim Cahill |
| Brasil          | 2   | Júnior Baiano, Paulo André |
| Camerún         | 1   | Stéphane M'Bia |
| China           | 17  | Fan Zhiyi, Liu Yunfei, Ou Chuliang, Qi Hong, Qu Shengqing, Shen Si, Wu Chengying, Yu Weiliang, Xie Hui, Du Wei, Sun Xiang, Mao Jianqing, Zhang Yuning, Gao Lin, Li Weifeng, Wang Dalei, Wang Ke |
| Colombia        | 6   | Hamilton Ricard, Giovanni Moreno y Freddy Guarin |
| Costa Rica      | 1   | Andy Furtado |
| Corea del Sur   | 1   | Kim Shin-wook |
| Costa de Marfil | 1   | Didier Drogba |
| Estonia         | 1   | Andres Oper |
| Francia         | 1   | Nicolas Anelka |
| Honduras        | 2   | Saul Martinez y Luis Alfredo Ramirez |
| Italia          | 1   | Stephan El Shaarawy |
| Nigeria         | 2   | Odion Ighalo y Obafemi Martins |
| Mali            | 1   | Mohamed Sissoko |
| Paraguay        | 1   | Óscar Romero |
| Senegal         | 1   | Demba Ba |
| Serbia          | 2   | Ivan Jovanović y Dejan Petković |
| Uruguay         | 5   | Ruben Sosa, Peter Vera, Diego Alonso, Sergio Blanco, Fernando Correa |

## Palmarés

### Torneos nacionales (9)
- Superliga de China (1): 1995
- Copa FA de China (4):  1998, 2017, 2019,  2023.
- Supercopa de China (4): 1995, 1998, 2001, 2024.

### Torneos internacionales
- Copa de Campeones A3: 2007

## Entrenadores
La siguiente lista incluye los entrenadores del Shanghái Greenland Shenhua desde que el club obtuvo el estatus profesional en 1993.
| Shenhua FC - Xu Genbao (1993–96) - Yordan Ivanov (1997) - Andrzej Strejlau (1997–98) - Muricy Ramalho (1998) - Sebastião Lazaroni (1999) - Ljupko Petrović (2000) | SVA Smeg FC - Ilija Petković (2001) - Xu Genbao (2002) - Wu Jingui (2002–03) - Howard Wilkinson (2004) - Jia Xiuquan (2004) - Valeri Nepomniachi (2004–05) - Wu Jingui (2006) | Shanghái Greenland Shenhua - Osvaldo Giménez (2007) - Wu Jingui (2007–08) - Jia Xiuquan (2008–09) - Miroslav Blažević (2009–10) - Xi Zhikang (2011) - Nestor Armendariz (2011) - Dražen Besek (2011) - Jean Tigana (2011-2012) - Florent Ibengé (2012) - Sergio Batista (2012–14) - Francis Gillot (2015) - Gregorio Manzano (2015-2016) - Gustavo Poyet (2016-2017) - Wu Jingui (2017-2018) - Quique Sánchez Flores (2018-2019) - Choi Kang-hee (Actualidad) |